# Pseudocyclops cokeri
Pseudocyclops cokeri is een eenoogkreeftjessoort uit de familie van de Pseudocyclopidae. De wetenschappelijke naam van de soort is voor het eerst geldig gepubliceerd in 1961 door Bowman & González.